# Stipa neesiana
Stipa neesiana é uma espécie de planta com flor pertencente à família Poaceae. 
A autoridade científica da espécie é Trin. & Rupr., tendo sido publicada em Species Graminum Stipaceorum 27–28. 1842.

## Portugal
Trata-se de uma espécie presente no território português, nomeadamente em Portugal Continental e no Arquipélago da Madeira.
Em termos de naturalidade é nativa de Portugal Continental de introduzida no Arquipélago da Madeira.

## Protecção
Não se encontra protegida por legislação portuguesa ou da Comunidade Europeia.